# Wohn- und Geschäftshaus Friedrich-Ebert-Straße 51

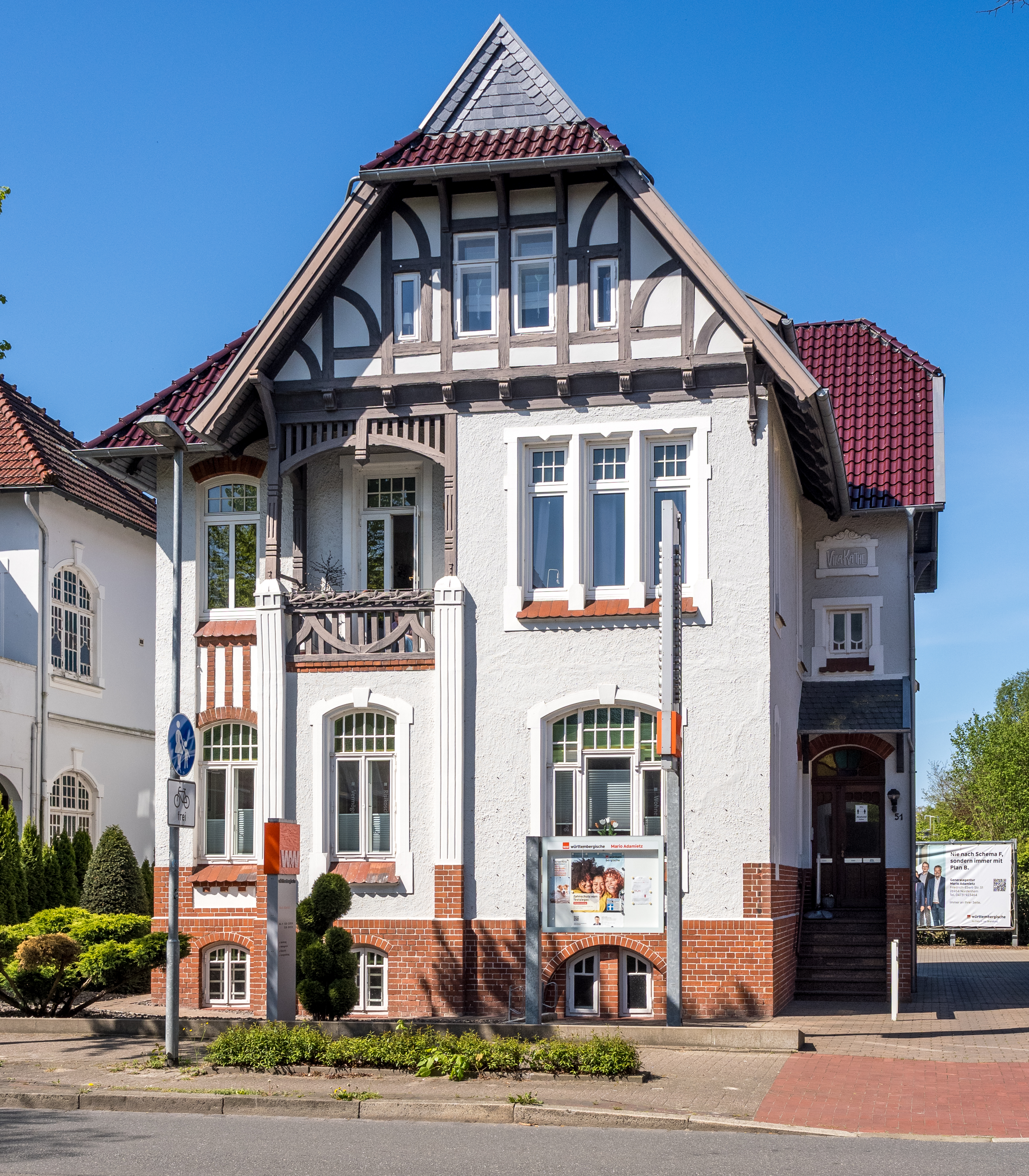
"Villa Käthe"

Das Wohn- und Geschäftshaus Friedrich-Ebert-Straße 51 im niedersächsischen Nordenham im Landkreis Wesermarsch stammt wohl vom Anfang des 20. Jahrhunderts.

Aktuell (2023) wird es als Wohn- und Geschäftshaus (Agentur) genutzt.
Das Gebäude steht unter Denkmalschutz (siehe auch Liste der Baudenkmale in Nordenham).

## Beschreibung
Das zweigeschossige traufständige verputzte villenartige Gebäude auf Sockel, mit Walmdach (teils Krüppelwalm) und Gauben, dem mittleren repräsentativen Giebelrisalit mit Loggia/Balkon, dem seitlich angedeuteten Risalit sowie mit den teils gerahmten eckigen und segmentbogigen Fenstern, wurde um 1900 mit Jugendstilelementen gebaut.
Das Landesdenkmalamt befand zur Bedeutung: „geschichtlich, wissenschaftlich, städtebaulich“.